# Голак (Огражден)
Вижте пояснителната страница за други значения на Голак.
Гола̀к (1639 м) е връх в българската част на планината Огражден. Издига се на главното планинско било и има куполовидна форма. Северозападните му склонове се стръмно към долината на река Лебница. Разположен е северозападно от връх Билска чука, с който го свързва малка седловина и североизточно от Муратов връх. Изграден е от метаморфни скали, предимно двуслюдени и биотитови гнайси и амфиболити. Почвите са кафяви горски на места излужени. Билото на върха е голо. Склоновете му са обрасли с букови гори, а на места са залесени с бял бор. Основен изходен пункт за изкачването на Голак е село Гега, от където започва маркирана с червено пътека, водеща до подножието на върха  (местността Плетваро). Оттам до върха пътеката не е маркирана.